# Râul Izvorul Coceanului
Râul Izvorul Coceanului este un afluent al râului Topolog. 